# Дагоберт I
Дагоберт I (ок. 608 — 19 января 639) — король франков в 629—639 годах из династии Меровингов. Сын Хлотаря II и королевы Бертетруды.
Имя Дагоберт в переводе с франкского означает «Блистающий, как день».

## Биография

### Дагоберт — король Австразии
В 622 году был поставлен своим отцом Хлотарем II королём Австразии.
К правлению Дагоберта I в Австразии относится подавление им с помощью отца возглавленного герцогом Бертоальдом восстания саксов. По данным «Книги истории франков», Хлотарь II собственноручно убил предводителя мятежников в поединке. Это произошло в 622/623 или в 627 году.
В 629 году после смерти Хлотаря II нейстрийцы намеревались возвести на престол собственного государя. Выбор пал на брата Дагоберта Хариберта. Этот брат обладал слабым здоровьем. Болезнь имела, как можно предположить, характер скорее физический, чем умственный. Хариберта поддерживал Бродульф, его дядя по материнской линии. Однако Дагоберт решил опередить соперника. Узнав о смерти отца, Дагоберт приказал всем своим австразийским приближённым вооружиться и послал посольство в Бургундию и в Нейстрию, чтобы обеспечить своё избрание королём. Когда он прошёл город Реймс и был на пути к Суассону, до него дошло известие, что все магнаты и епископы королевства Бургундия покорились ему. Большинство из нейстрийских магнатов также высказало желание повиноваться ему.

### Дагоберт ставит своего брата королём Аквитании
Опираясь на австразийскую партию, которую после смерти Арнульфа Мецского (ок. 629 года) по-прежнему возглавлял Пипин Ланденский, король навязал свою волю бургундской знати. Было признано её право на настоящую военную автономию в составе франкского войска. Таким образом Дагоберт обеспечил себе поддержку этой знати. Назначив преданного ему человека по имени Эга на должность своего главного советника, король преодолел сопротивление части местной аристократии. А после казни Бродульфа, дяди Хариберта II по материнской линии и главного его защитника, Дагоберт почувствовал уверенность в своих силах достаточную для того, чтобы подарить единокровному брату королевство в Аквитании. Оно располагалось между Сентожем и Тулузой (её молодой король сделал своей столицей) и, что надо отметить особо, включало в себя к югу от Гаронны всю Гасконь, образовав форпост, который защищал страну от давления басков. Вероятно, Хариберту в годы своего недолгого царствования удавалось их сдерживать. Земли Хариберта, скончавшегося в 632 году, вновь отошли к его старшему брату.

### Дагоберт ставит своих сыновей королями Австразии и Нейстрии
Правление Дагоберта, без сомнения, вершина в истории династии Меровингов. Он обосновался в Парижском регионе и мог в эти годы с достаточным основанием восприниматься как единственный король франков. Но австразийцы, посчитав себя как бы брошенными их королём, снова потребовали для себя собственного государя. Дагоберт послал им в 632 году маленького Сигиберта, которого родила ему три года назад Рагнетруда. Через год у него родился другой сын Хлодвиг, от второй его жены королевы Нантильды. Дагоберт собрал знать всех трёх своих королевств и заставил их принести клятву, согласно, которой они признавали, что Нейстрия и Бургундия отходили к Хлодвигу II, а Австразия с равным количеством населения и территории — Сигиберту III.

### Дагоберт расширяет границы своего государства
Используя вооружённую силу, или угрожая ею на всех направлениях, Дагоберт вдохновился стремлением восстановить единство Галлии. Сначала король обратился к автономному бургундскому войску для того, чтобы прийти на помощь претенденту на вестготский престол. Знатные вельможи Вестготского королевства задумали свергнуть короля Свинтилу. Один из заговорщиков Сисенанд по совету остальных отправился к Дагоберту для того, чтобы получить армию, которая могла бы свергнуть Свинтилу. В обмен на эту услугу он обещал дать Дагоберту из сокровищницы готов великолепное золотое блюдо весом в 500 фунтов. Дагоберт приказал собрать в Бургундии армию для помощи Сисенанду. Как только в Испании стало известно, что франки идут на помощь Сисенанду, вся готская армия перешла на его сторону. Франкские полководцы соединили свои силы в Тулузе, но только дошли до Сарагоссы, как она перешла в руки Сисенанда, и затем и все готы Вестготского королевства провозгласили Сисенанда королём (631 год). Нагруженные дарами, франки вернулись на родину. Дагоберт послал посольство к королю Сисенанду, чтобы получить обещанное блюдо. Оно было вручено послам королём Сисенандом, но затем готы отобрали его силой и не позволили увезти. После долгих переговоров Дагоберт получил от Сисенанда в качестве компенсации за потерю блюда 200 тысяч солидов.
Затем он бросил войско против басков с атлантических Пиренеев, возобновивших после смерти Хариберта свои набеги на нижнюю часть Гаскони. В 635 году войско, набранное в Бургундии под командованием референдария Хадоина, проявившего себя талантливым полководцем ещё во времена Теодориха II, направилось в Гасконь. Баски были разбиты и обратились в бегство, пытаясь укрыться в пиренейских ущельях, среди неприступных скал. Армия бургундов последовала за ними, взяла много пленных, многих убила, сожгла все их дома и захватила всё их добро и имущество. Потери среди войска Дагоберта были бы минимальными, если бы при возвращении домой отряд одного из франкских герцогов не попал в засаду, устроенную басками, и не был бы полностью перебит. В следующем 636 году все гасконские нобли и их герцог Эйгина были вынуждены направить к королю посольство, чтобы умолять о прощении и дать клятву верности государю, а также его сыновьям и Франкскому королевству.
Предпочтя затем убеждение принуждению, Дагоберт направил миссию во главе со своим другом, чеканщиком денег и ювелиром Элуа (будущим святым Элигием), в Бретань к королю Юдикаэлю (владыке Домноне, которого современные ему летописцы представляют как «короля бретонцев»), чтобы потребовать покорности после опустошительных набегов его вассалов на города Ренн и Нант. Юдикаэль приехал к Дагоберту, изъявил свою покорность королю, и обещал ему нерушимый мир.
Наконец, по косвенным источникам можно установить, что Дагоберт возвратил свои владения в нижнем течении Рейна и укрепления, которые были возведены вдоль бывших пограничных линий. В особенности следует упомянуть об отнятых у фризов старых крепостях в Утрехте, где Дагоберт заложил церковь Святого Мартина, и в Дорестаде. В этом развивающемся портовом городе был учреждён франкский монетный двор, привезённый из Маастрихта. Если исключить вестготскую Септиманию, то вся территория прежней Галлии находилась отныне под властью франков.

### События на восточных границах
Хотя около 630 года через послов-посредников Дагоберт связал себя обещанием «вечного мира», данным византийскому императору Ираклию, королевские взоры всё чаще обращались к областям европейского севера и северо-востока. Между тем на северо-востоке, на рубеже германо-славянских границ, сложилась следующая ситуация. Эти районы начали посещать купцы с запада, в том числе и работорговцы. Один из них — Само (Фредегар говорит, что он был франком по происхождению, но предположительно он был славянином, вероятно — Самослав или Самосвят) — принял активное участие в борьбе, разгоревшейся начиная с VI века между западными славянами (во франкских источниках их называют вендами) и аварами, обосновавшимися в равнинной Паннонии. Одержав в конечном итоге победу, вендские племена Богемии избрали около 625 года Само своим королём. Король Дагоберт I внимательно следил за развитием событий на востоке. Он решил, что земли, опустошаемые такими жестокими войнами, не окажут слишком сильного сопротивления его войску. Общей границы у Австразии со славянскими землями не было, но между ними лежали обширные ничейные земли. Авары пока ещё не нападали на западные королевства, но Дагоберт опасался их, и хотел нанести упреждающий удар. А тут и удачный повод представился. Примерно пять лет спустя один из караванов франкских купцов, пересекавший этот район, был атакован вендами и полностью истреблён. Поскольку купцы не получили ни малейшей защиты со стороны Само, Дагоберт решил, после неудачного посольства (Само велел выгнать посла Сихария за валы лагеря), пойти на него войной.

### Война с государством Само
Около 630 года он собрал войско со всего королевства Австразии и по весне тремя колоннами двинулся на государство Само. Первый отряд, состоящий из австразийцев, возглавлял сам король. Второй отряд из алеманнов, вёл их герцог Хродоберг. Лангобарды также помогли Дагоберту, сделав нападение на славянскую землю. Но славяне повсюду приготовились к отпору. Алеманны и лангобарды в нескольких мелких стычках в пограничных землях одержали победы, захватив пленных и добычу. Австразийцы Дагоберта осадили крепость Вогастисбург, в которой засел князь Само со своей дружиной. Само со своими людьми неожиданно вышли за валы и навязали франкам бой. По легенде бой длился трое суток, после чего франки бежали, бросив свой лагерь, припасы и добычу. И, по словам Фредегара, не столько славянская храбрость вендов позволила им одержать победу над австразийцами, сколько плохое состояние духа у последних, которые считали, что король Дагоберт их ненавидит и постоянно обирает. А Само не ограничился этой победой и стал совершать набеги на западные земли, доходя до Тюрингии. Слава и могущество Само настолько возросли, что князь сорбов Дерван вышел из вассального подчинения Дагоберту и признал власть Само.
Дагоберт не оставил планов мщения Само, но его отвлекали различные дела, так что он не мог организовать крупный поход. А славяне сами нападали на земли франков и часто одерживали победы, правда, все эти сражения были мелкими. Совершенно очевидно, что политика укрепления власти франков в Германии диктовалась необходимостью создания пояса безопасности, защищавшего от новых угроз с Востока. В этих обстоятельствах, саксы, которые жили недалеко от государства Само и через земли которых славяне проникали на запад, предложили свои услуги Дагоберту. За снижение дани они обязались охранять границы Австразии от набегов славян, да и других врагов. Дагоберт в 631 году принял их предложение, и отменил им дань в 500 коров, которую они ежегодно платили со времён Хлотаря I, но немного от того выиграл. Славяне по-прежнему проникали в его земли и грабили их.
Тогда в дело вступил герцог Тюрингии Радульф, владения которого также подвергались набегам воинов Само. Он сумел разбить славян и изгнал их отряды со всех франкских земель. Но долго пользоваться плодами этой победы ему не пришлось. Радульф рассорился с советниками Сигиберта, после чего он объявил себя суверенным государем своего герцогства. Ему стали нужны союзники, а кто кроме Само мог быть лучшим союзником в борьбе против Сигиберта и Дагоберта. Так славянское государство стало союзником и опорой герцогства Тюрингия.
Будучи не в состоянии навязать свою волю славянам, Дагоберт прибег к политике, смысл которой заключался в том, чтобы обеспечить всё большее включение зарейнских народов в орбиту франкского господства. Но в центре этой орбиты должна была находиться не Австразия, как можно было предположить, а Нейстрия, ибо Дагоберт не желал никакого проявления инициативы со стороны восточно-франкской знати, окружавшей малолетнего Сигиберта III. Такая политика не получила поддержки у этой знати, что проявилось в ходе войны со славянами. Поскольку право выбора герцога алеманнов с VI века принадлежало владыке восточной части Франкского государства, то реализовывать это право стал сам Дагоберт, назначая и контролируя герцога, и даже определяя границу между новыми диоцезами Констанц и Кур. Можно добавить, что скорее всего под влиянием Дагоберта были составлены в ту эпоху первоначальные редакции как «Алеманнской правды», так и «Баварской правды». Войско же Дагоберта выступило в пределы Баварии, чтобы расправиться с булгарскими беженцами, искавшими там земель и покровительства. Дело в том, что на 9-м году правления к королю обратились беженцы: 9000 булгар со своими семьями, поссорившись с аварами, просили короля перезимовать в баварских владениях. Дагоберт, поначалу дав просимое разрешение, затем приказал их всех истребить.
Дагоберт преследовал евреев, стремясь насильно их окрестить.

### Смерть «доброго короля» Дагоберта
Дагоберт I был последним меровингским монархом, правившим самостоятельно. В 638 году принял участие в Парижском соборе. Заболев в последние дни 638 года, он приказал перевезти себя в Сен-Дени в северном пригороде Парижа. В стенах обители он и скончался 19 января 639 года и был там похоронен. Предварительно король поручил своему верному нейстрийскому майордому Эга оберегать вдову королеву Нантильду, а также маленького Хлодвига II.
О характере Дагоберта мало известно достоверного. По словам хрониста Фредегара, первоначально Дагоберт был мягок, благоразумен и предан церкви. Впоследствии его характер изменился; он стал алчным, забыл правосудие, которое когда-то любил, тянулся за церковными богатствами и достоянием своих подданных. (Возможно, войны обанкротили казну королевства и Дагоберт попытался найти выход в секуляризации церковных земель и владений нобилей, но это только испортило его отношения с духовенством и народом.) Он окружил себя законченными распутниками, имел трёх королев и бесчисленных любовниц. Однако в раздаче милостыни рука его не оскудела.
В свою очередь анонимный автор «Книги истории франков» восторженно отзывался об этом короле:

«Король Дагоберт отличался смелостью, был отцом франкам, строг в вынесении приговоров и благодетелем церквям. Он первым начал раздавать церквям святых милостыню из королевской казны. Во всём государстве он установил мир. Слава его дошла до многих народов. На все окрестные королевства нагонял он страх и ужас. Сам же он осуществлял правление франками мирно и в совершенном спокойствии».
Созданию легенды о «добром короле Дагоберте» — мудром правителе, покровителе монастырей и почитателе национальных святых — способствовали монахи аббатства Сен-Дени, где в 830-е годы была написана биография этого монарха. В памяти хронистов Дагоберт остался как благочестивый монарх, благодаря которому были обнаружены останки казнённого у подножия Монмартра, близ Парижа святого мученика Дионисия; на месте находки им было основано знаменитое аббатство Сен-Дени, в будущем ставшее официальной усыпальницей французских королей. Большим достижением Дагоберта было учреждение проведения ярмарки близ Парижа (629 год), куда съезжались все купцы Франкского королевства, а также иностранные торговцы из Италии, Испании, Прованса и других стран. Ярмарка проводилась в октябре месяце и продолжалась четыре недели.
В народных преданиях «добрый король» Дагоберт I описывается как монарх, который хотел сохранения мира, а его рыцари — войны, поэтому они заперли короля в башне в глубине леса, где он и умер. Этот образ Дагоберта использовался в политической полемике с Англией в ходе Столетней войны 1337—1453 годов. Однако следует отметить, что в этих преданиях имеется в виду не реальный человек, а связанная с ним в представлении народа легенда о добром и доступном короле, весёлом любителе простых жизненных радостей. Одно из сказаний породило популярную народную песенку о короле и его воспитателе и советнике святом Элигии. С этой песней связана очень распространённая во Франции поговорка о «штанах короля Дагобера»: в первой паре куплетов этой песенки рассказывается о том, как король однажды надел штаны наизнанку, а когда по совету Элигия переодевался, стало ясно, что он не очень любит мыться.

### Семья
- с 626 года — Гоматруда, сестра королевы Сихильды, жены Хлотаря II. В 629 году Дагоберт оставил её (возможно из-за того, что она была бесплодна)[23].
- с 629 года — Нантильда, бывшая ранее камердинершей[23].
  - Хлодвиг II (634—657)
- с 630 года — Рагнетруда, которую Дагоберт взял в свою постель, совершая королевский объезд Аквитании[24].
  - Сигиберт III (630—656)
- Вулфегунда[19]
- Берхильда[19]

Средневековые хронисты считали детьми короля Дагоберта и Нантильды также Регинтруду, Ирмину и Адель, но современные историки не поддерживают такой идентификации.
Имена же его любовниц, по словам Фредегара, было бы скучно вносить в эту хронику, так их было много.

## Образ короля Дагоберта в кино
- Добрый король Дагоберт[фр.] / Le bon roi Dagobert (Франция, Италия; 1984) — режиссёр Дино Ризи, в роли короля Дагоберта — Колюш[26].
- Добрый король Дагоберт[фр.] / Le bon roi Dagobert (Франция, Италия; 1963) — режиссёр Пьер Шевалье[англ.], в роли короля Дагоберта — Фернандель[27].